# Michajlov (schiereiland)

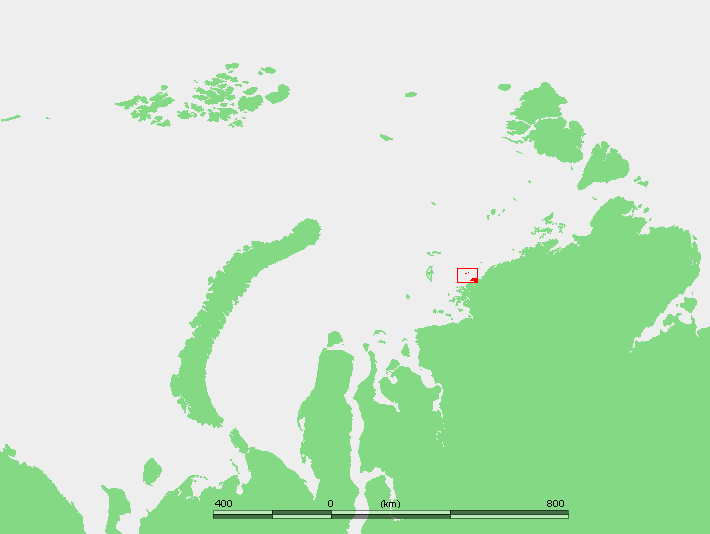
Locatie van de Scott Hanseneilanden en het schiereiland Michajlov in de Karazee

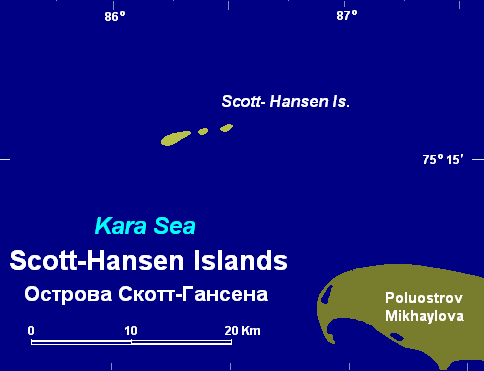
Scott Hanseneilanden en het schiereiland Michajlov

Het schiereiland Michajlov (Russisch: полуостров Михайлова; poloeostrov Michajlova) is een schiereiland aan de Chariton Laptevkust aan de westzijde van het Russische schiereiland Tajmyr  en vormt onderdeel van de kraj Krasnojarsk, alsook van de zapovednik Bolsjoj Arktitsjeski, het grootste natuurreservaat van Rusland. Het met toendra bedekte schiereiland steekt ongeveer 30 kilometer de Karazee in en heeft een maximale breedte van 11 kilometer. Ten zuidwesten van het schiereiland bevinden zich de Mininascheren (met de Kolosovycheilanden), waarvan het wordt gescheiden door de Michajlovbocht.
Het klimaat is er streng met lange koude winters. De zee rondom het schiereiland is gedurende het grootste deel van het jaar bedekt met ijs. De dooi zet pas midden juni in en al tegen midden september begint het weer te bevriezen.

## Geschiedenis
In 1921 werd een gezamenlijke Sovjet-Noorse expeditie uitgezonden om de mannen Peter Tessem en Paul Knutsen, leden van de expeditie van Roald Amundsen (in 1919 overwinterden zij op Kaap Tsjeljoeskin) op te sporen onder leiding van Nikifor Begitsjev. Ze vonden hier overblijfselen van een kampvuur met verspreide botten. Aanvankelijk werd gedacht dat het hier zou gaan om de beenderen van een van de Noorse mannen, maar meer recentelijk heeft onderzoek uitgewezen dat dit kampvuur waarschijnlijk is achtergelaten door de in 1913 verloren gegane expeditie van Roesanov. Op het schiereiland werden overblijfselen van hun schip de Gerkoeles (Hercules) en een barometer gevonden.